# Vuelta a España 1964
Die 19. Vuelta a España wurde in 17 Abschnitten und 2869 Kilometern vom 30. April bis zum 16. Mai 1964 ausgetragen und vom Franzosen Raymond Poulidor gewonnen. Die Punktwertung konnte José Pérez Francés für sich entscheiden. Die Bergwertung gewann Julio Jiménez.

## Teilnehmende Teams
| Profi-Radsportteams (6)- Kas-Kaskol - Ferrys - Mercier-BP-Hutchinson - Solo-Superia - Salvarani - Inuri Nationalmannschaften (2)- Portugal - Niederlande |
| |

## Etappen
| Etappe | Datum     | von                    | nach            | km       | Gewinner           | Maillot amarillo     |
| ------ | --------- | ---------------------- | --------------- | -------- | ------------------ | -------------------- |
| 1a     | 30. April | Benidorm               | Benidorm        | 42       | Edward Sels        | Edward Sels          |
| 1b     | 30. April | Benidorm               | Benidorm        | 11 (EZF) | Eusebio Vélez      | Eusebio Vélez        |
| 2      | 1. Mai    | Benidorm               | Nules           | 199      | Rik Van Looy       | Belgien Rik Van Looy |
| 3      | 2. Mai    | Nules                  | Salou           | 212      | Frans Melckenbeeck | Belgien Rik Van Looy |
| 4a     | 3. Mai    | Salou                  | Barcelona       | 115      | Armand Desmet      | Belgien Rik Van Looy |
| 4b     | 3. Mai    | Barcelona              | Barcelona       | 49       | Antonio Barrutia   | Belgien Rik Van Looy |
| 5      | 4. Mai    | Barcelona              | Puigcerdà       | 174      | Julio Jiménez      | Belgien Rik Van Looy |
| 6      | 5. Mai    | Puigcerdà              | Lerida          | 187      | Frans Melckenbeeck | José Pérez Francés   |
| 7      | 6. Mai    | Lerida                 | Jaca            | 201      | Julio Sanz         | José Pérez Francés   |
| 8      | 7. Mai    | Jaca                   | Pamplona        | 205      | Michel Stolker     | José Pérez Francés   |
| 9      | 8. Mai    | Saragossa              | San Sebastian   | 205      | Luis Otaño         | Luis Otaño           |
| 10     | 9. Mai    | San Sebastian          | Bilbao          | 197      | Henri De Wolf      | Luis Otaño           |
| 11     | 10. Mai   | Bilbao                 | Vitoria-Gasteiz | 107      | Victor Van Schil   | Luis Otaño           |
| 12     | 11. Mai   | Vitoria-Gasteiz        | Santander       | 211      | Barry Hoban        | Luis Otaño           |
| 13     | 12. Mai   | Santander              | Aviles          | 230      | Barry Hoban        | Luis Otaño           |
| 14     | 13. Mai   | Aviles                 | León            | 163      | Julio Jiménez      | Julio Jiménez        |
| 15     | 14. Mai   | Becilla de Valderaduey | Valladolid      | 65 (EZF) | Raymond Poulidor   | Raymond Poulidor     |
| 16     | 15. Mai   | Valladolid             | Madrid          | 209      | Antonio Barrutia   | Raymond Poulidor     |
| 17     | 16. Mai   | Madrid                 | Madrid          | 87       | Frans Melckenbeeck | Raymond Poulidor     |

## Endstände
| \| Gesamtwertung \| Gesamtwertung \| Gesamtwertung \| Gesamtwertung \| Gesamtwertung \| \| Fahrer \| Fahrer \| Land \| Team \| Zeit \| \| ------------- \| ------------------- \| ------------- \| --------------------- \| ---------------- \| \| 1. \| Raymond Poulidor \| Frankreich \| Mercier-BP-Hutchinson \| 78 h 23 min 35 s \| \| 2. \| Luis Otaño \| Spanien \| Ferrys \| + 33 s \| \| 3. \| José Pérez Francés \| Spanien \| Ferrys \| + 1 min 26 s \| \| 4. \| Eusebio Vélez \| Spanien \| Kas-Kaskol \| + 2 min 04 s \| \| 5. \| Julio Jiménez \| Spanien \| Kas-Kaskol \| + 3 min 16 s \| \| 6. \| Fernando Manzaneque \| Spanien \| Ferrys \| + 4 min 19 s \| \| 7. \| Valentín Uriona \| Spanien \| Kas-Kaskol \| + 6 min 06 s \| \| 8. \| José Antonio Momeñe \| Spanien \| Kas-Kaskol \| + 9 min 31 s \| \| 9. \| Francisco Gabica \| Spanien \| Kas-Kaskol \| + 9 min 32 s \| \| 10. \| Antonio Bertrán \| Spanien \| \| + 11 min 14 s \| |                     |            |                       |                  |
| |                     |            |                       |                  |
| |                     |            |                       |                  |
| Gesamtwertung |                     |            |                       |                  |
| Fahrer | Fahrer              | Land       | Team                  | Zeit             |
| 1. | Raymond Poulidor    | Frankreich | Mercier-BP-Hutchinson | 78 h 23 min 35 s |
| 2. | Luis Otaño          | Spanien    | Ferrys                | + 33 s           |
| 3. | José Pérez Francés  | Spanien    | Ferrys                | + 1 min 26 s     |
| 4. | Eusebio Vélez       | Spanien    | Kas-Kaskol            | + 2 min 04 s     |
| 5. | Julio Jiménez       | Spanien    | Kas-Kaskol            | + 3 min 16 s     |
| 6. | Fernando Manzaneque | Spanien    | Ferrys                | + 4 min 19 s     |
| 7. | Valentín Uriona     | Spanien    | Kas-Kaskol            | + 6 min 06 s     |
| 8. | José Antonio Momeñe | Spanien    | Kas-Kaskol            | + 9 min 31 s     |
| 9. | Francisco Gabica    | Spanien    | Kas-Kaskol            | + 9 min 32 s     |
| 10. | Antonio Bertrán     | Spanien    |                       | + 11 min 14 s    |

| Punktewertung | Punktewertung      | Punktewertung | Punktewertung         | Punktewertung |
| Fahrer        | Fahrer             | Land          | Team                  | Punkte        |
| ------------- | ------------------ | ------------- | --------------------- | ------------- |
| 1.            | José Pérez Francés | Spanien       | Ferrys                | 167 P.        |
| 2.            | Arthur De Cabooter | Belgien       |                       | 107 P.        |
| 3.            | Raymond Poulidor   | Frankreich    | Mercier-BP-Hutchinson | 76 P.         |

| Bergwertung | Bergwertung        | Bergwertung | Bergwertung | Bergwertung |
| Fahrer      | Fahrer             | Land        | Team        | Punkte      |
| ----------- | ------------------ | ----------- | ----------- | ----------- |
| 1.          | Julio Jiménez      | Spanien     | Kas-Kaskol  | 76 P.       |
| 2.          | José Pérez Francés | Spanien     | Ferrys      | 59 P.       |
| 3.          | Ventura Díaz       | Spanien     |             | 48 P.       |